# Філінська Людмила Леонідівна
Людмила Леонідівна Філінська (нар. 10 квітня 1946, Лаврівка, Вінницька область) — українська гончарка, народна майстриня гончарного мистецтва, членкиня Національної спілки майстрів народного мистецтва України. Винахідниця філіграні — техніки виготовлення керамічних писанок та пташечок, що поєднує витинанку і глиняну іграшку.

## Життєпис
Народилась 10 квітня 1946 року в селі Лаврівка на Вінниччині в багатодітній сім'ї (четверо дітей). Дитинство припало на післявоєнний час. Навчалась у школі в сусідньому селі, що знаходилась за 3 км. Доводилось багато працювати допомагаючи батькам, однак знаходила час і для вишивання з мамою Марією і бабусею Мартою. З дитинства запам'ятала, як в село приїздили та обмінювали на різні речі господарські дрібнички, а серед них і керамічні свищики, про які завжди мріяла.
У 1967 році закінчила Дубенське педагогічне училище Рівненської області за спеціальністю вчительки початкових класів. Після якого багато років працювала вихователькою в дитячому садку.

## Творчість
У 1986 році познайомилась із своїм майбутнім вчителем Олексієм Луцишиним, майстром декоративно-ужиткового мистецтва, заслуженим майстером народної творчості. В нього з завзяттям запозичила секрети гончарного ремесла.
Поступово глина полонила Філінську, стала її захопленням на багато років та переросла у її подальшу творчість.
Людмила Філінська, поєднавши ажурність витинанки і глиняну іграшку, винайшла нову техніку виготовлення керамічних писанок та пташечок — філігрань. Майстриня створює традиційну «живу» писанку, керамічну писанку, глиняну іграшку, витинанки, але робота з глиною посідає головне місце у її творчості.
У 1989 року Людмила Філінська ініціювала створення Музею мистецтва та побуту Поділля, якому у 1993 році було присвоєно звання «Народний музей». Керувала цим музеєм до 2003 року. У музеї навчала писати писанки, вирізати витинанки, малювати на склі, робити ляльки-мотанки. Переймаючи традицію у Римми Гріх та Анастасії Мудли, Людмила Філінська відродила писанкарство на Вінниччині для збереження та розвитку традиційної культури України.
Протягом багатьох років працює в Оратівському будинку дитячої творчості та викладачкою мистецтва кераміки Приватної школи «АІСТ». Навчає дітей, проводить виставки та майстерні. Багато років співпрацює з Вінницьким обласним центром народної творчості, де провела десятки майстер-класів, зустрічей, пленерів та виставок.
Навчалась у відомої заслуженої майстрині гончарного мистецтва Фросини Міщенко. Серед учениць Людмили Філінської: продовжувачка майстерності Вікторія Ніколаєва, яка в свою чергу має учня Діденко Михайла; Галину Доценко, Наталію Філінську. А також гурток кераміки веде у школі і онука Анастасія Філінська.
Проживає та працює у місті Вінниця.

## Виставки
З 1989 Людмила Філінська постійна учасниця міжнародних, всеукраїнських, всіх обласних мистецьких заходів та багатьох виставок у Національній спілці майстрів народного мистецтва України, республіканських форумів, конференцій, фестивалів.
З 1991 року здійснює активну виставкову діяльність. ЇЇ роботи експонувались у Києві, Дніпрі, Ямполі, Опішному, Хмільнику, Вінниці, Могилів-Подільському.
Учасниця Всеукраїнського симпозіуму з народного гончарства «Бубнівська кераміка» в Бубнівці на Вінниччині в 1995 та 2001 роках.
Учасниця Національного симпозіуму гончарства «Опішне–2001», Міжнародного фестивалю «Шешори–2007» в селі Воробіївка Немирівського району в 2007 та 2008 роках.
У творчому доробку майстрині нараховується понад 5000 керамічних виробів та 12 персональних виставок.
Учасниця щорічного Всеукраїнського форуму писанкарства у Коломиї, Міжнародного фестивалю асоційованих шкіл ЮНЕСКО (2003 р.).
Її роботи знаходяться у різних музеях Вінниччини, приватних колекціях України, Росії, Чехії, Америки, Польщі.
14 квітня 2016 року у Світлиці Вінницького обласного центру народної творчості відбулось відкриття ювілейної виставки кераміки «У творчому колі Людмили Філінської».

## Основні роботи
- Півник татусь: своя ноша не важка. 2002. Глина. 15х15.
- Донесу (Композиція із глиняних писанок, виконаних в техніці філігрань). 2001.
- Композиції із глиняних писанок, виконаних в техніці філігрань.
- Багатодітна мама. 2003. Глина. 16х14.
- Зустрілися. 1995. Глина, поливи. 23х14, 19х15

## Галерея керамічних робіт майстрині

Філігранна писанка
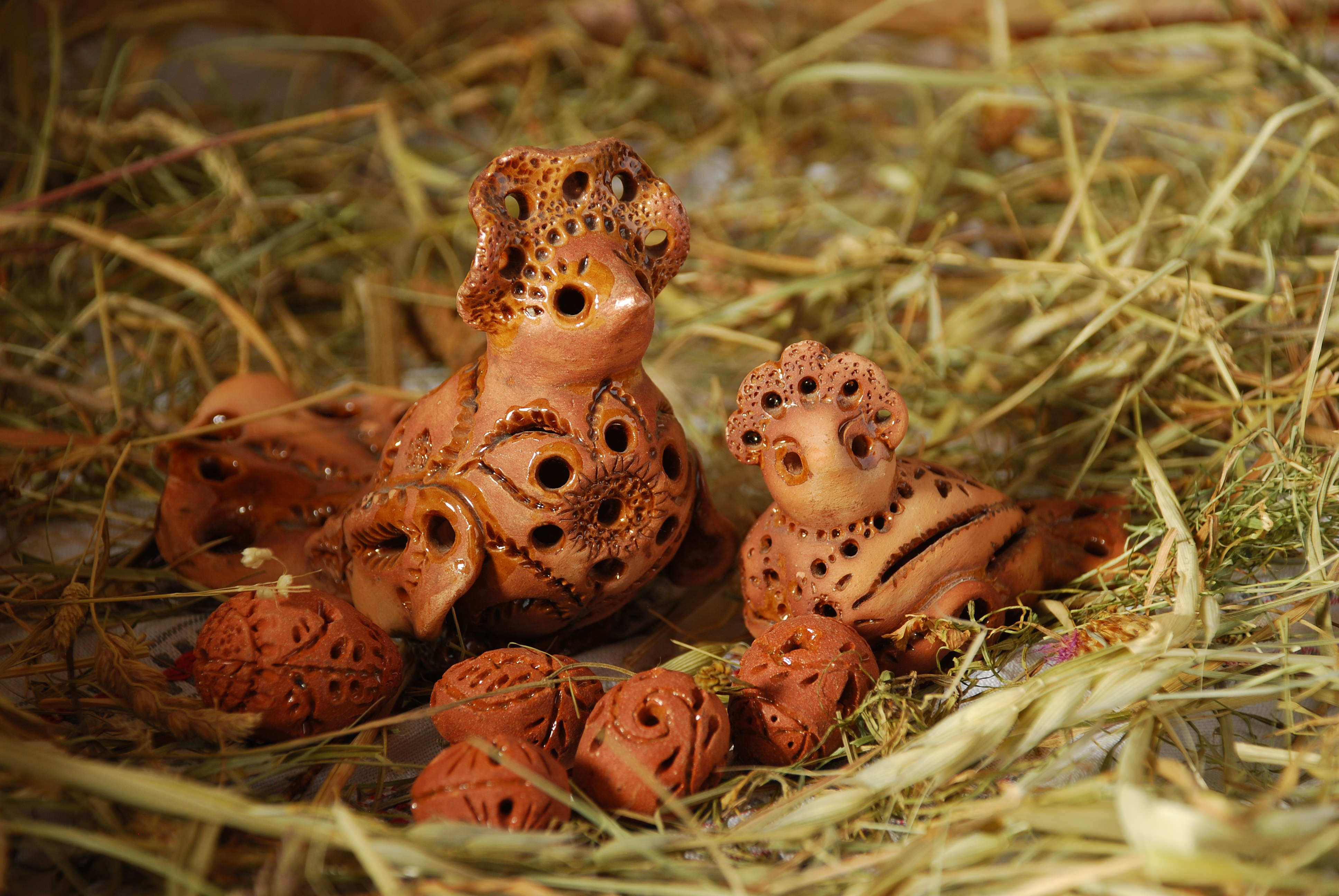
Керамічні пташечки
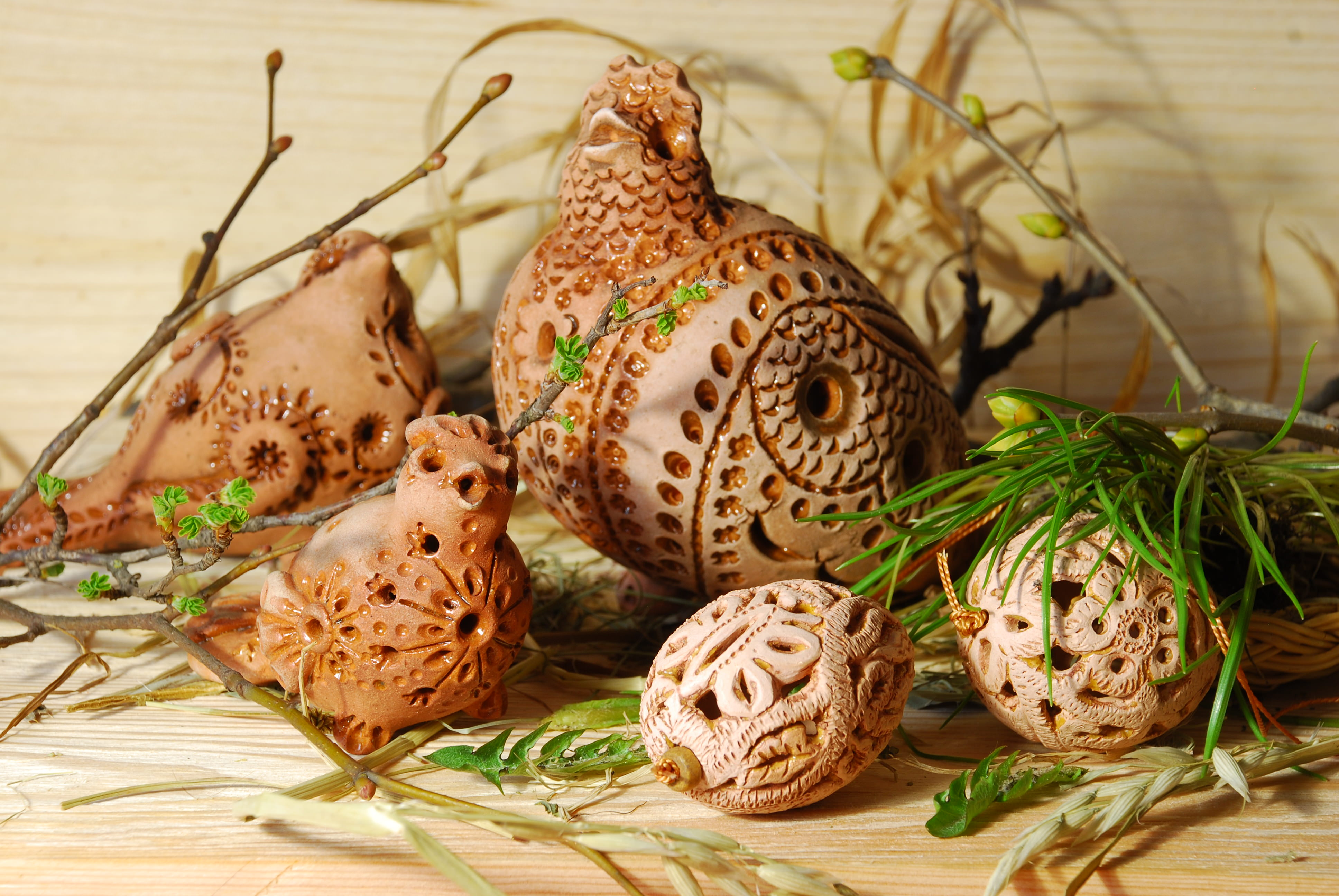
Великодні пташечки

## Винагороди
Лауреатка літературно-мистецької премії «Кришталева вишня» 2015 року у номінації «Архітектура, живопис, графіка, театр, музика, хореографія».